# Eduard Hau

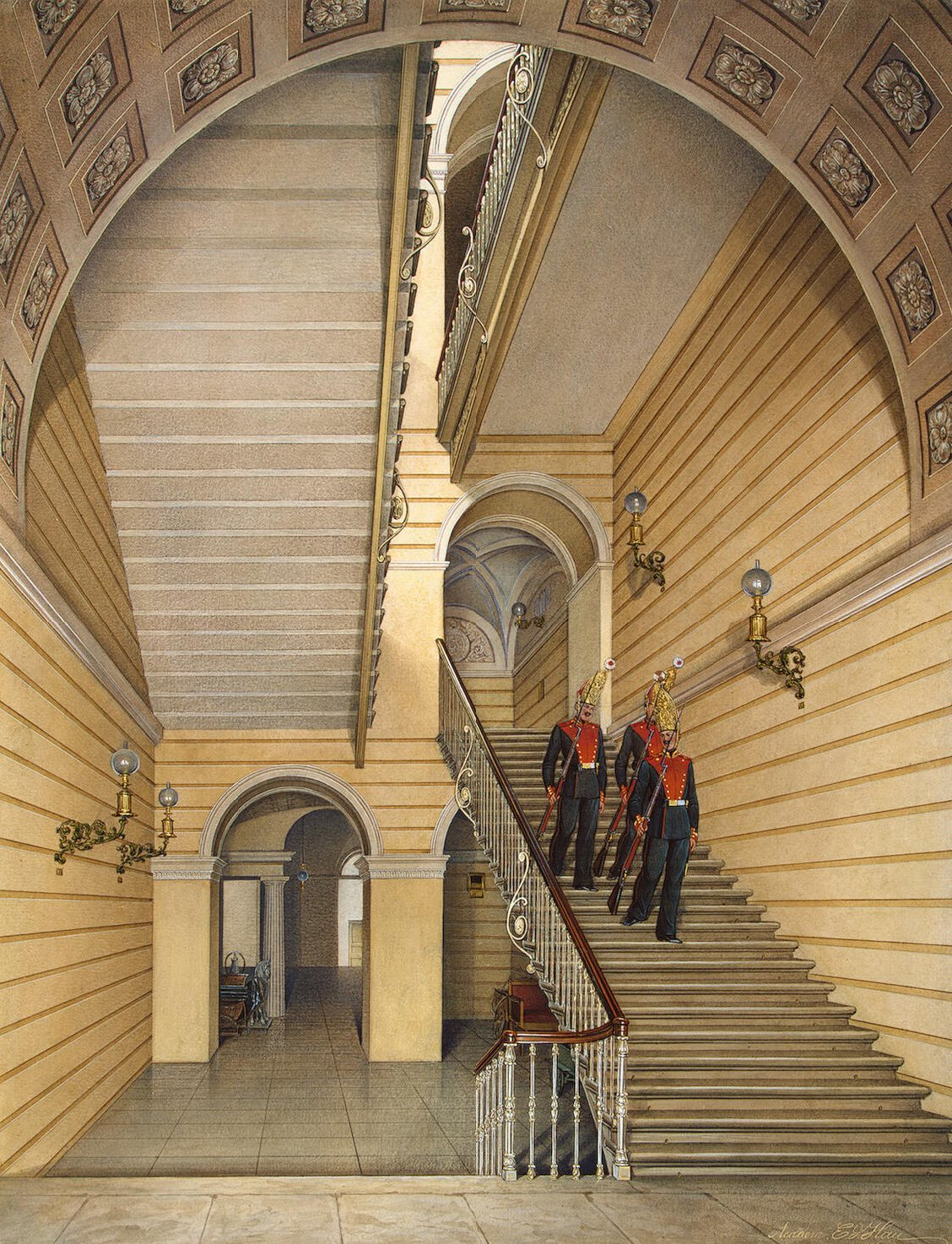
Escalera de la Iglesia en el Palacio de Invierno (1869).

Eduard Hau (en ruso: Эдуард Петрович Гау; 28 de julio de 1807 en Reval - 3 de enero de 1888 en Dorpat) fue un pintor y artista gráfico alemán del Báltico.

## Vida o obra
Era hijo del pintor Johannes Hau, que había emigrado del Norte de Alemania en 1795, y él creció en la comunidad alemana de Tallin ("Reval" en alemán). Era hermanastro del pintor Woldemar Hau. Entre 1830 y 1832, estudió en la Academia de Bellas Artes de Dresde.
Entre 1836 y 1839, vivió en Tartu ("Dorpat"), donde también pasó los últimos años de su vida. Entremedias, aparentemente vivió en San Petersburgo, donde produjo numerosos retratos de interiores de salas del Palacio de Invierno, el Palacio Peterhof y otras residencias Reales. Estuvo en la lista de miembros de la Academia Imperial de las Artes en 1854, y probablemente permaneció en Rusia hasta c. 1880.
El Palacio de Gatchina fue incendiado por tropas alemanas durante la II Guerra Mundial. Cuando fue reconstruido, el interior fue restaurado usando las pinturas de Hau como guía.
Fuera de Rusia, es principalmente conocido por sus retratos de los Profesores de la Universidad de Dorpat. Estos aparecieron entre 1837 y 1839 y fueron distribuidas en series de litografías, de seis en seis, por la firma de Georg Friedrich Schlater. Los sujetos de los retratos incluían a Friedrich Karl Hermann Kruse, Nikolay Pirogov y Friedrich Georg Wilhelm Struve. También produjo conocidos retratos de Friedrich Robert Faehlmann (1837, litografía) y Johann Carl Simon Morgenstern (1838, pintura al óleo).

## Litografías seleccionadas de profesores

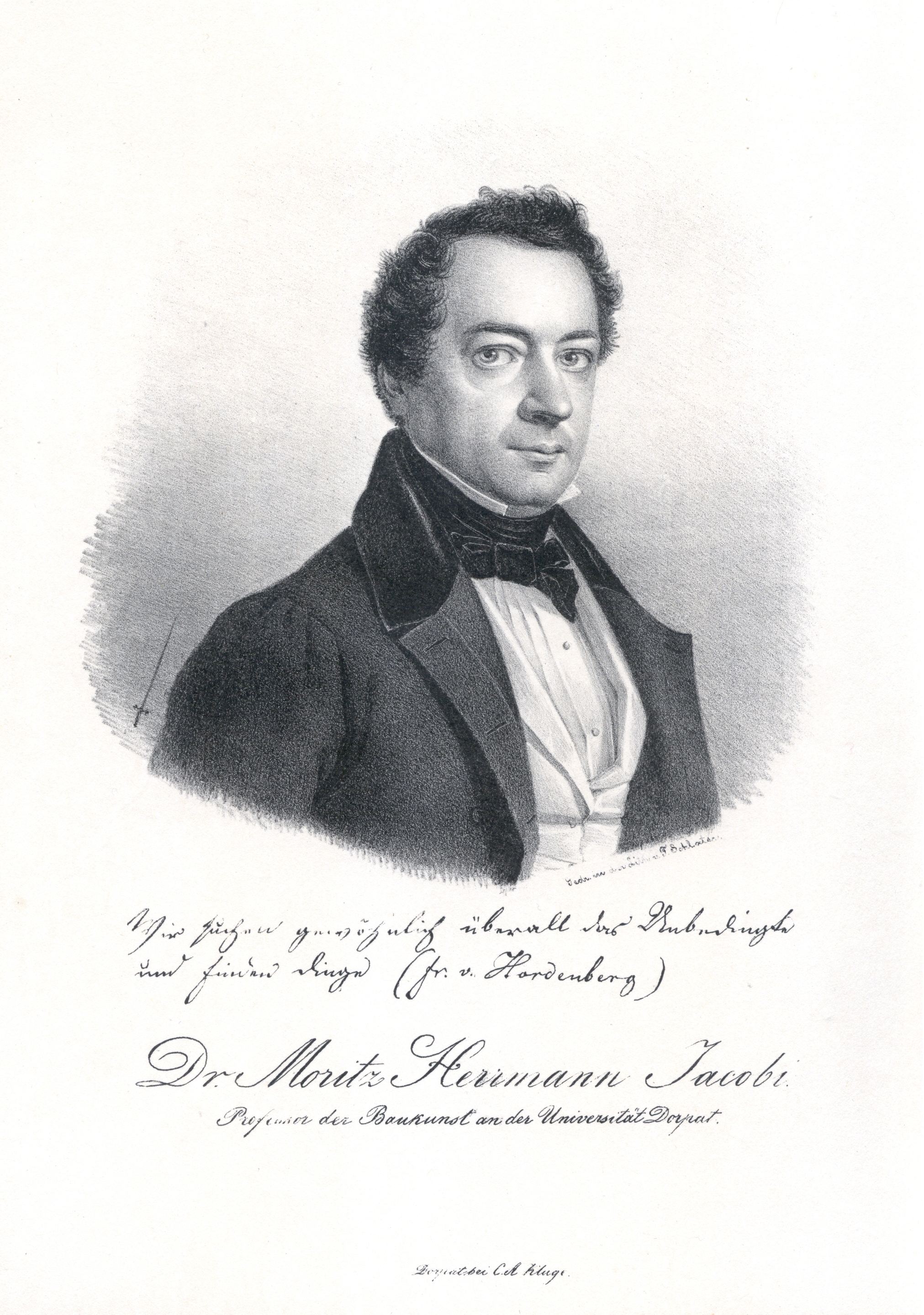
Moritz von Jacobi
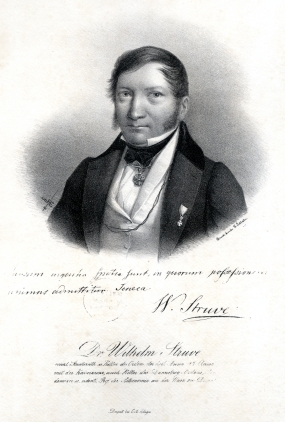
Wilhelm Struve
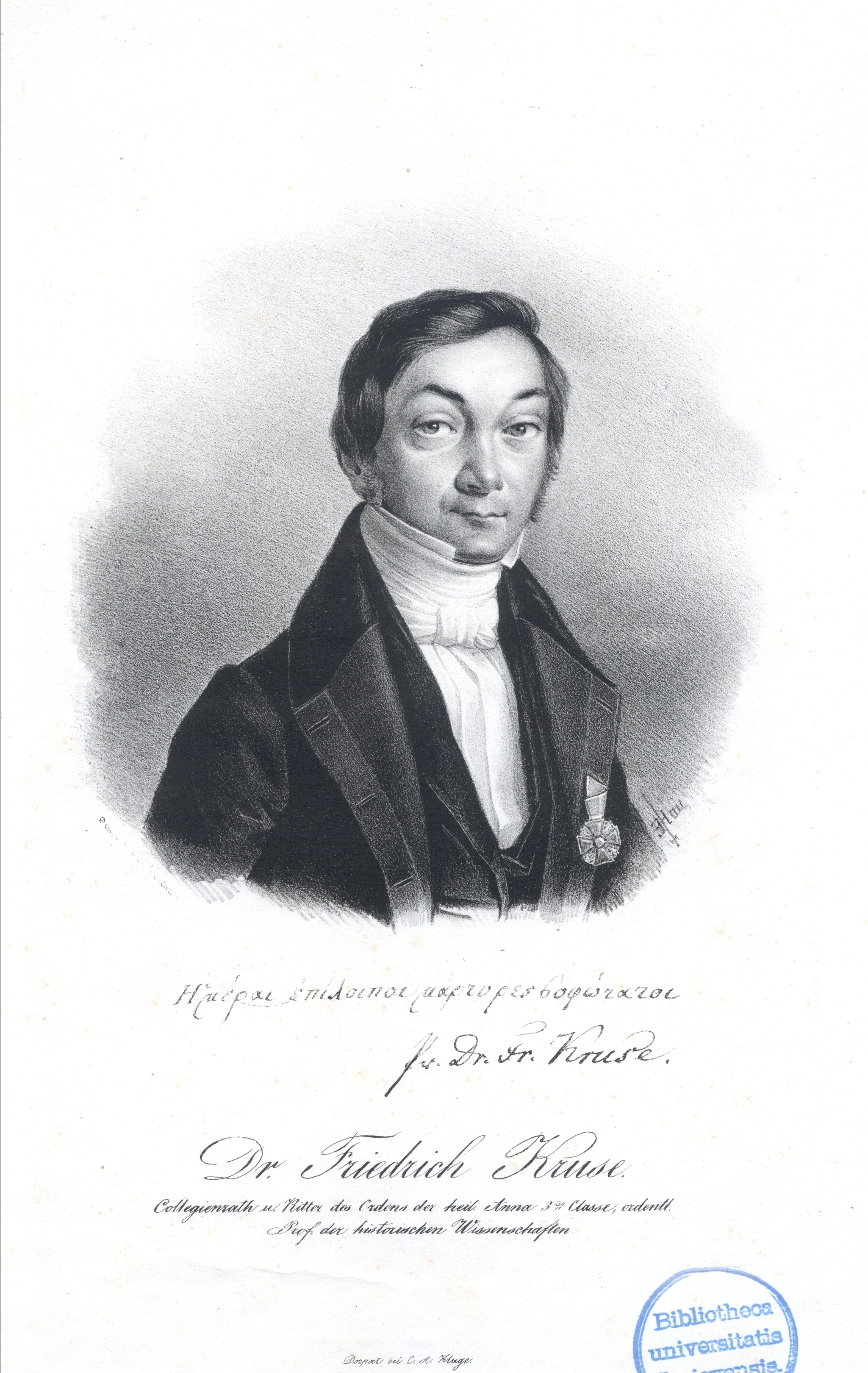
Friedrich Kruse
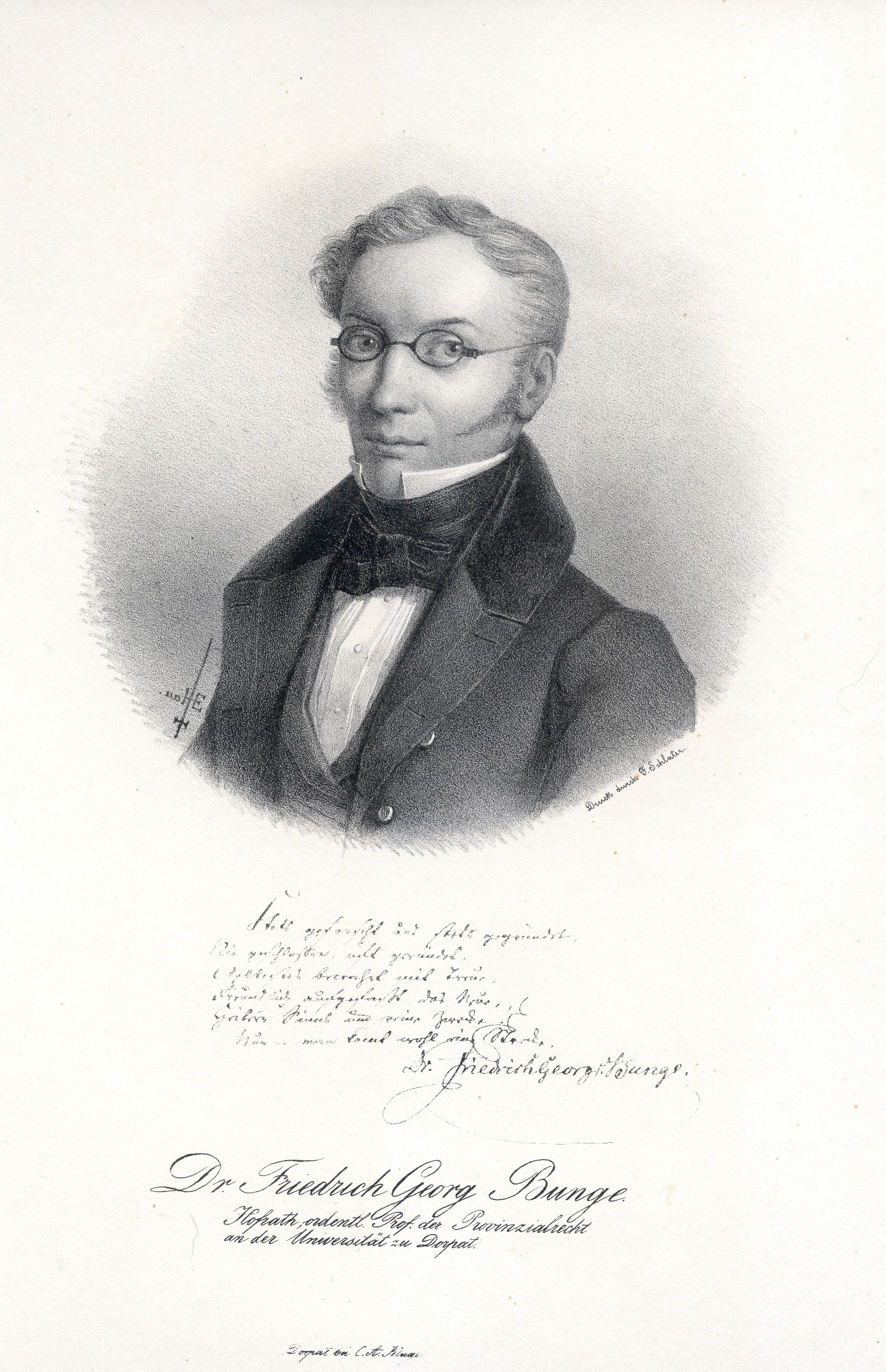
Friedrich von Bunge

## Interiores del Palacio de Invierno

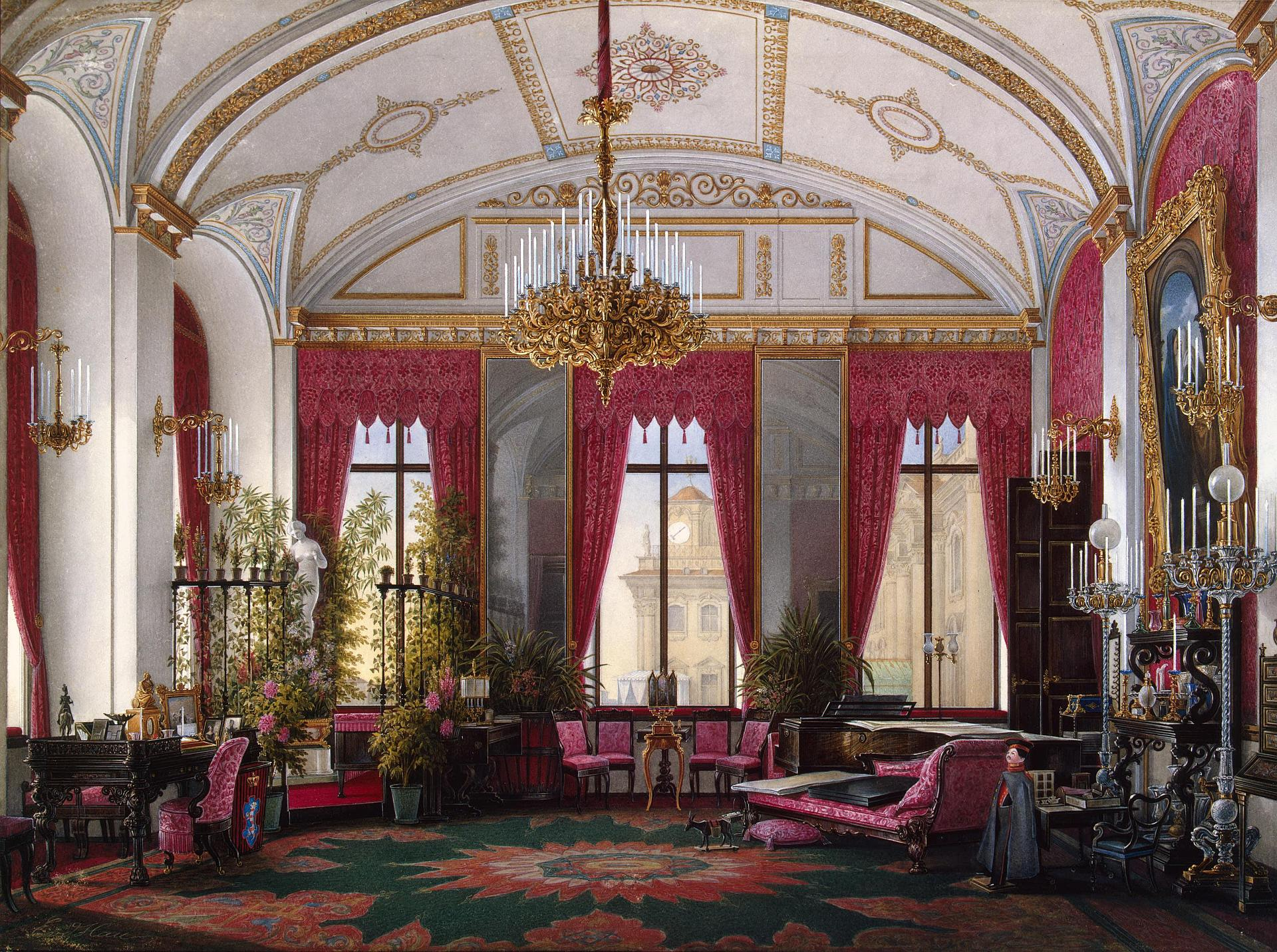
El Estudio de la Emperatriz María Alexandrovna
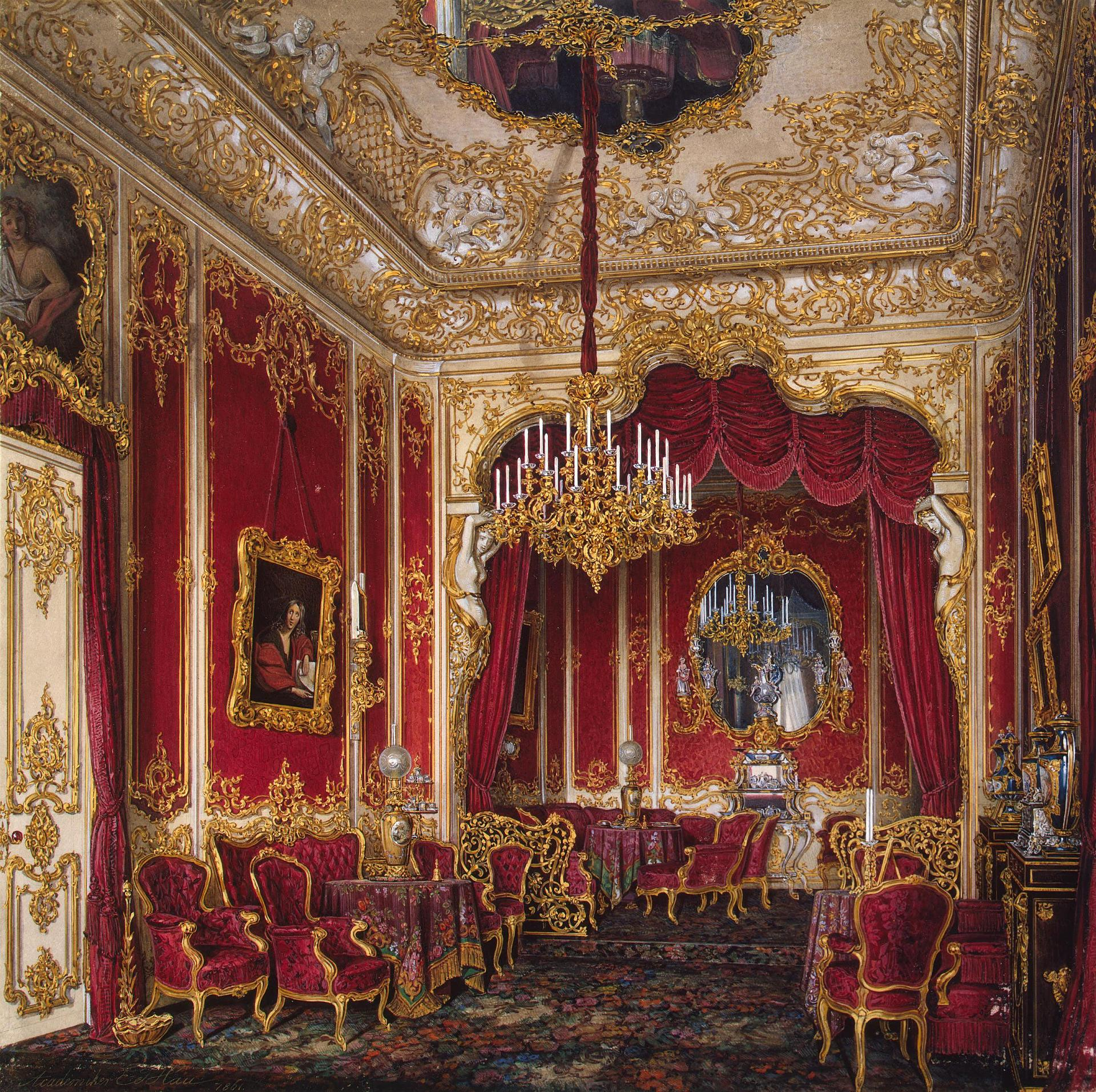
El Tocador de la Emperatriz María Alexandrovna
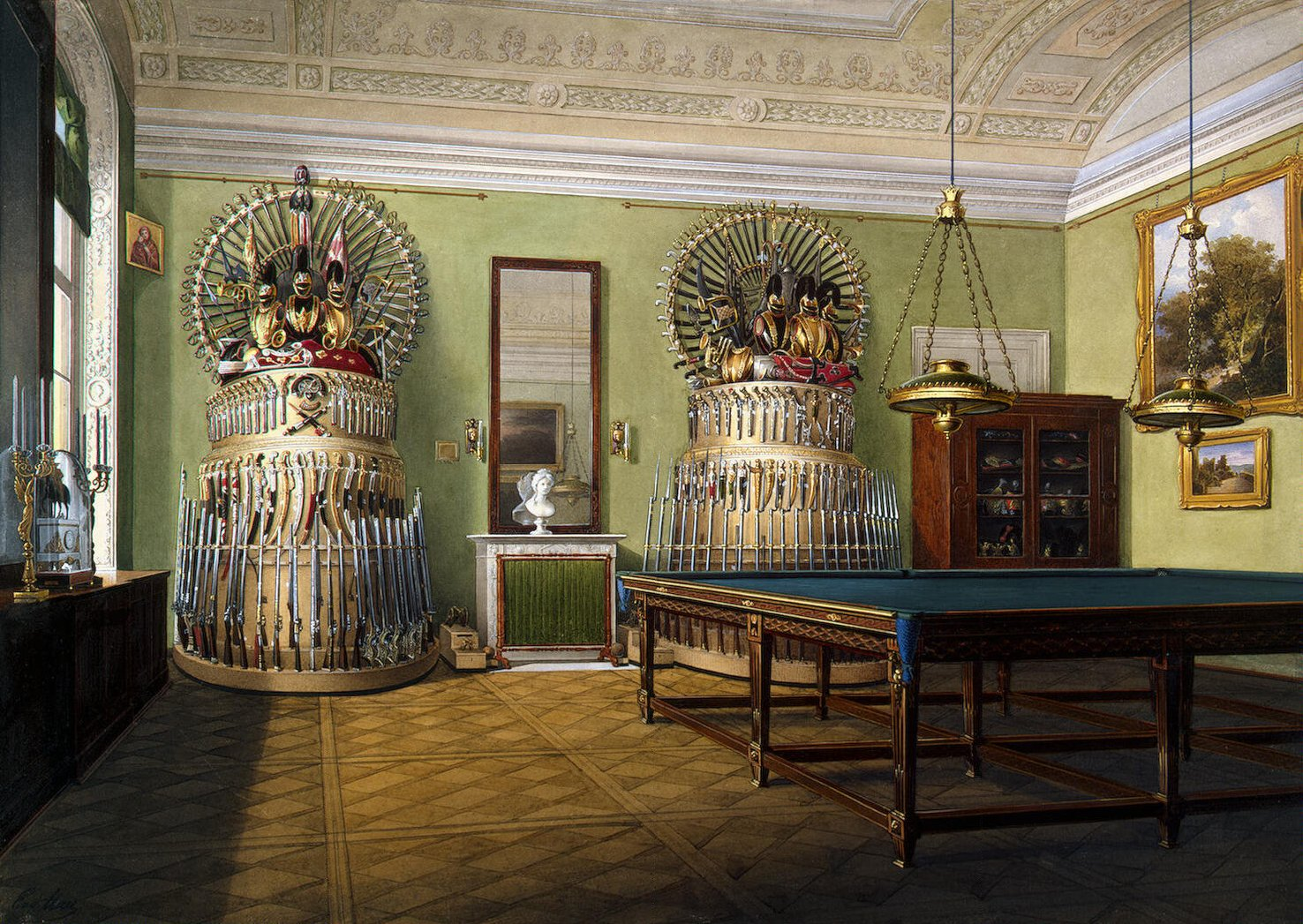
La Sala de Billar del Emperador Alejandro II
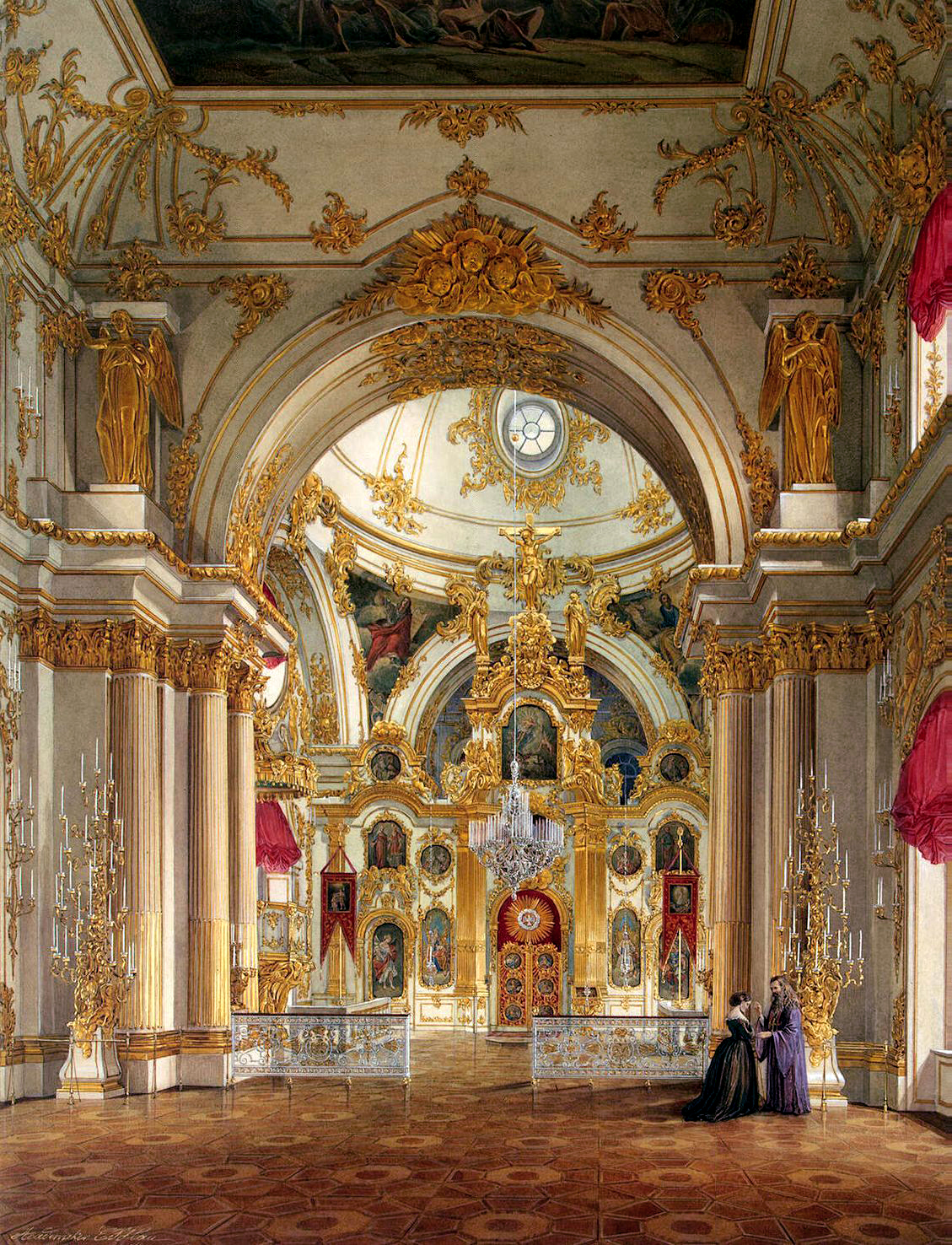
Catedral